# Aleksandra Karnicka
Aleksandra Karnicka (ur. 26 czerwca 1882 w Petersburgu, zm. 20 marca 1965 w Krakowie) – polska działaczka ruchu ludowego, senator I kadencji II RP, posłanka na Sejm Litwy Środkowej oraz na Sejm II kadencji w II RP.

## Życiorys
Córka Aleksandra Barańskiego i Marii z domu Chawłowskiej. Ukończyła studia na Wydziale Matematyczno-Przyrodniczym Uniwersytetu w Petersburgu, słuchała także wykładów na uniwersytetach w Paryżu i Londynie.
Po studiach pracowała w laboratorium gleboznawczym w Pąkowie, gdzie poznała swojego przyszłego męża Michała Karnickiego. W 1905 wspólnie wyjechali do Afryki, gdzie mąż zmarł. Aleksandra wróciła do kraju i wraz z dziećmi zamieszkała w majątku Karnickich w Cypliszkach (pow. Święciany). W czasie I wojny światowej działała w Towarzystwie Pomocy Ofiarom Wojny, organizowała także Rady Włościańskie. W 1919 przeniosła się do Wilna, gdzie została wybrana posłanką do Sejmu Wileńskiego. Była wówczas jedyną posłanką w tym gremium. 
Z listy Polskiego Stronnictwa Ludowego „Wyzwolenie” w 1922 uzyskała mandat senatora RP I kadencji. W trakcie pełnienia mandatu senatorki podejmowała głos w procedowaniu ustawy o zabezpieczeniu na wypadek bezrobocia czy ustawie o środkach prawnych przeciw orzeczeniom i zarządzeniom państwowych władz szkolnych. Zasiadała w Komisji Gospodarstwa Społecznego oraz Komisji Spraw Zagranicznych i Wojskowych, gdzie pełniła funkcję sekretarza.
W latach 1928–1930 zasiadała w Sejmie, wchodziła w skład Komisji Rolnictwa. Od 1929 członkini Zarządu Głównego PSL Wyzwolenie. Jedna z założycielek „Centrolewu” w 1930 roku na Wileńszczyźnie. W trakcie II wojny światowej wspólnie z Ireną Kosmowską organizowała pomoc potrzebującym. Po II wojnie światowej należała do Stronnictwa Ludowego, a następnie do Zjednoczonego Stronnictwa Ludowego.
Zmarła 20 marca 1965 roku w Krakowie. Pochowana na cmentarzu Rakowickim (kw. LXXVIII, rz. 1, m. 99).